# Вітошинський Омелян Михайлович
Омеля́н Миха́йлович Вітоши́нський (Емільян Витошинський, 21 вересня 1869, Люблінська губернія — після 1929 року, Санкт-Петербург) — духовний композитор, диригент, громадський і церковний діяч, збирач народних пісень та переказів Холмщини і Підляшшя, прихильник та популяризатор релігійних піснеспівів. Член Музичного товариства імені Миколи Леонтовича.

## Життєпис
Народився 21 вересня 1869 в родині священника.
1885—1891 — навчання в Холмському духовному училищі, Холмській духовній семінарії.
1891—1895 — навчання в Московській духовній академії. Також навчався у Харківському університеті.
1898—1916 — викладав російську мову у 3-й Варшавській чоловічій гімназії (1906—1909 викладав у чоловічій гімназії в Лодзі).
Вивчав теорію музики та композицію у Варшавській консерваторії.
1898 став одним із засновників Російського хорового товариства у Варшаві, брав участь у діяльності цієї організації до 1914 року.
1906—1912 був організатором духовних концертів у Холмі, присвячених місцевій церковно-співочій традиції.
1912 і 1913 років — організував два народно-співочих з'їзди на Холмщині, на яких керував зведеним селянським хором.
Починаючи з 1908 року був учасником 5 регентських з'їздів у Москві та Санкт-Петербурзі, на 5-му (1914) був головою. Був одним із засновників Товариства розповсюдження хорового церковного та світського співу (статут затверджено 1916 року).
Був піонером у дослідженні музичного матеріалу українських духовних музично-поетичних текстів.
Записував українські обрядові пісні. Зокрема, 1914 року в селі Мікуліне на Холмщині записав низку весільних пісень («Наїхали зі Львова паничі», «Ой до двора доріжина, до двора», «А поглянь, Марисейку, на тесовий стіл», «Ой чесала Марисейка жовтий лен», «Знать, дружба діти має», «Поза городом бистра річенька з новими кладойками», «Дрібная пташина, невеличкая на рутоньці сіла», «Чом ти не снідаєш, молода Мариню, у свого батейка», «Попід садоньком, попід вишневим барвінок зелений», «П'ятнонька, зачинайнонька»).
1916 року евакуювався із зони воєнних дій до Москви, де 1917 року був обраний членом Помісного Собору Православної Російської Церкви від мирян Холмської єпархії.
1917 — у Москві обраний головою Товариства холмян-українців. Там же обраний членом управи Холмської «Просвіти».
З початку 1920-х років жив у Києві. Був членом Музичного товариства імені Миколи Леонтовича, до 1924 року викладав у трудовій школі, з 1924 року був безробітним, бідував.
1925—1929 був членом секції хорових духовних композиторів Товариства письменників і композиторів «Драмсоюз», створеного в Ленінграді, члени якого втративши постійну роботу могли отримувати гонорари за музичні твори.
Помер не раніше 1929 року. Похований на кладовищі Олександро-Невської лаври в Петербурзі.

## Твори
- Витошинський Омелян. Селянські оповідання про Холмське «возсоединеніе» (1866—1875 рр.) // За сто літ / За ред. М. С. Грушевського. — Книга 1. — 1927. — С. 77-82.
- Витошинский, Емельян. Народно-церковный напѣв Холмской Руси // Богословский вѣстник. Москва: Типография Свято-Троицкой Сергеевой лавры, 1910, июль — август, с. 482—492.(рос.)